# Ленц, Жорж
Жорж Ленц (фр. Georges Lentz, 1965, Люксембург) — люксембургский композитор.

## Биография и творчество
Учился в Люксембургской консерватории, затем в Парижской консерватории (1982—1986) и в Ганноверской высшей музыкальной школе (1986—1989). C 1990 живёт в Австралии.
С 1989 работает над циклом сочинений «Caeli enarrant» («Небеса проповедуют…» — Пс 19). Над каждым сочинением композитор трудится не один год. Его музыка, вобравшая в себя элементы спектральной музыки (Т. Мюрай), близка к школе новой сложности.

## Творческие контакты
Концерт для альта (2005) посвящён Ленцем Табее Циммерман.

## Основные сочинения

### Caeli enarrant…(с1989по нынешний день)
| Part          | Subtitle          | Year      | Instrumentation                               |
| ------------- | ----------------- | --------- | --------------------------------------------- |
| I             |                   | 1989—1998 | orchestra                                     |
| III           |                   | 1990—2000 | 12 strings, 3 percussionists, 1 boy soprano   |
| IV            |                   | 1991—2000 | string quartet, 4 suspended cymbals           |
| V             |                   | 1989—1992 | prepared piano                                |
| VII Mysterium | Birrung           | 1997-2004 | 11 strings                                    |
| VII Mysterium | Ngangkar          | 1998–2000 | orchestra                                     |
| VII Mysterium | Nguurraa          | 2000–2001 | clarinet, violin, cello, percussion and piano |
| VII Mysterium | Guyuhmgan         | 2000–2007 | orchestra and electronics                     |
| VII Mysterium | Alkere            | 2002–2004 | prepared piano                                |
| VII Mysterium | Monh              | 2001–2005 | solo viola, orchestra and electronics         |
| VII Mysterium | Ingwe             | 2003–2009 | electric guitar                               |
| VII Mysterium | String Quartet(s) | 2000-     |                                               |